# لودویک کوندرا
لودویک کوندرا (انگلیسی: Ludvík Kundera; ۲۲ مارس ۱۹۲۰ – ۱۷ اوت ۲۰۱۰) نویسنده، مترجم، شاعر، نمایشنامه‌نویس، ویراستار و مورخ ادبی اهل چک بود. او یکی از نمایندگان برجسته ادبیات آوانگارد چک و مترجم پرکار نویسندگان آلمانی بود. او در سال ۲۰۰۷ مدال لیاقت را برای خدمت به جمهوری دریافت کرد. در سال ۲۰۰۹، او جایزه یاروسلاو سایفرت را که توسط بنیاد منشور ۷۷ ارائه شده بود، دریافت کرد. کوندرا پسر عموی میلان کوندرا، نویسنده چک-فرانسوی و برادرزاده پیانیست و موسیقی‌شناس لودویک کوندرا (همنام خودش) بود.